# Carlos Alberto Campos
Carlos Alberto Campos Ávila (Città del Messico, 13 aprile 1992) è un ex calciatore messicano, di ruolo centrocampista.

## Caratteristiche tecniche
Nasce come centrocampista esterno sinistro, ma viene impiegato anche all'occorrenza come centrocampista centrale o spostato sulla linea difensiva.

## Carriera

### Club
Prodotto delle giovanili dei Pumas, il suo esordio in prima squadra avviene il 30 settembre 2009 nell'incontro di Concachampions vinto per 2-1 contro il W Connection, quando all'83º minuto sostituisce Fernando Santana. La prima da titolare, nella stessa competizione, è l'incontro valido per i quarti di finale contro il Marathón, perso per 2-0, dove viene sostituito all'intervallo da Álex Diego.
Debutta in campionato il 14 aprile 2010 alla 15ª giornata del torneo di clausura, quando subentra all'87º ad Ismael Íñiguez nella partita pareggiata 0-0 in casa dell'América. Colleziona altre 2 presenze da subentrato in quello stesso torneo, nella sconfitta per 2-0 contro gli Indios e nel quarto di finale d'andata della Liguilla contro i Santos Laguna, anch'esso perso per 2-0.
Non schierato in prima squadra durante la stagione successiva, gioca alcuni minuti dell'incontro casalingo pareggiato 1-1 contro i Santos Laguna nell'apertura 2011, prima di iniziare da titolare il torneo di clausura 2012.

### Nazionale
Colonna dell'Under 17 tra il 2008 ed il 2009, disputa 9 incontri mettendo a segno 3 reti. Titolare nel torneo premondiale disputato in Messico nel 2009, segna un goal e fornisce due assist nella partita vinta per 7-0 contro Trinidad e Tobago, andando a segno anche nella partita successiva vinta 3-0 contro il Guatemala.
Al Mondiale Under 17 disputato in Nigeria gioca tutte le 4 partite della sua selezione, risultando decisivo nel passaggio del primo turno, grazie al goal ed all'assist realizzati nell'ultima partita del girone contro il Giappone. Negli ottavi di finale sbaglia il suo rigore nella partita persa ai rigori contro la Korea del Sud, che determina l'eliminazione del Messico dalla competizione.

## Statistiche

### Presenze e reti nei club
Statistiche aggiornate al 24 gennaio 2012.
| Stagione  | Squadra | Campionato | Campionato | Campionato | Coppe nazionali | Coppe nazionali | Coppe nazionali | Coppe continentali | Coppe continentali | Coppe continentali | Totale | Totale |
| Stagione  | Squadra | Comp       | Pres       | Reti       | Comp            | Pres            | Reti            | Comp               | Pres               | Reti               | Pres   | Reti   |
| --------- | ------- | ---------- | ---------- | ---------- | --------------- | --------------- | --------------- | ------------------ | ------------------ | ------------------ | ------ | ------ |
| 2009-2010 | Pumas   | PD+LA      | 3+1        | 0          | -               | -               | -               | CCL                | 2                  | 0                  | 6      | 0      |
| 2010-2011 | Pumas   | PD+LA      | 0+1        | 0          | -               | -               | -               | SL                 | -                  | -                  | 1      | 0      |
| 2011-2012 | Pumas   | PD         | 4          | 0          | -               | -               | -               | CCL                | 3                  | 0                  | 7      | 0      |
| Totale    | Totale  | Totale     | 9          | 0          |                 |                 |                 |                    | 5                  | 0                  | 14     | 0      |

## Palmarès
- Campionato messicano: 2

Pumas UNAM: Clausura 2009, Clausura 2011